# 95 Девы
95 Девы (лат. 95 Virginis), HD 123255 — одиночная звезда в созвездии Девы на расстоянии приблизительно 186 световых лет (около 56,9 парсек) от Солнца. Визуальная звёздная величина звезды — +5,464m. Возраст звезды определён как около 1,26 млрд лет.

## Характеристики
95 Девы — жёлто-белая звезда спектрального класса A9,75IV, или F0IVCr, или F1Cr, или F2III, или F2IV, или F5. Масса — около 1,86 солнечной, радиус — около 2,819 солнечного, светимость — около 19,498 солнечной. Эффективная температура — около 7079 K.

## Планетная система
В 2019 году учёными, анализирующими данные проектов Hipparcos и Gaia, у звезды обнаружена планета HIP 68940 b.